# Мястково
Мястково (пол. Miastkowo) — село в Польщі, у гміні Мястково Ломжинського повіту Підляського воєводства.
Населення — 1092 особи (2011).
У 1975-1998 роках село належало до Ломжинського воєводства.

## Демографія
Демографічна структура станом на 31 березня 2011 року:
|          | Загалом | Допрацездатний вік | Працездатний вік | Постпрацездатний вік |
| -------- | ------- | ------------------ | ---------------- | -------------------- |
| Чоловіки | 531     | 136                | 358              | 37                   |
| Жінки    | 561     | 141                | 318              | 102                  |
| Разом    | 1092    | 277                | 676              | 139                  |